# Shōdoshima

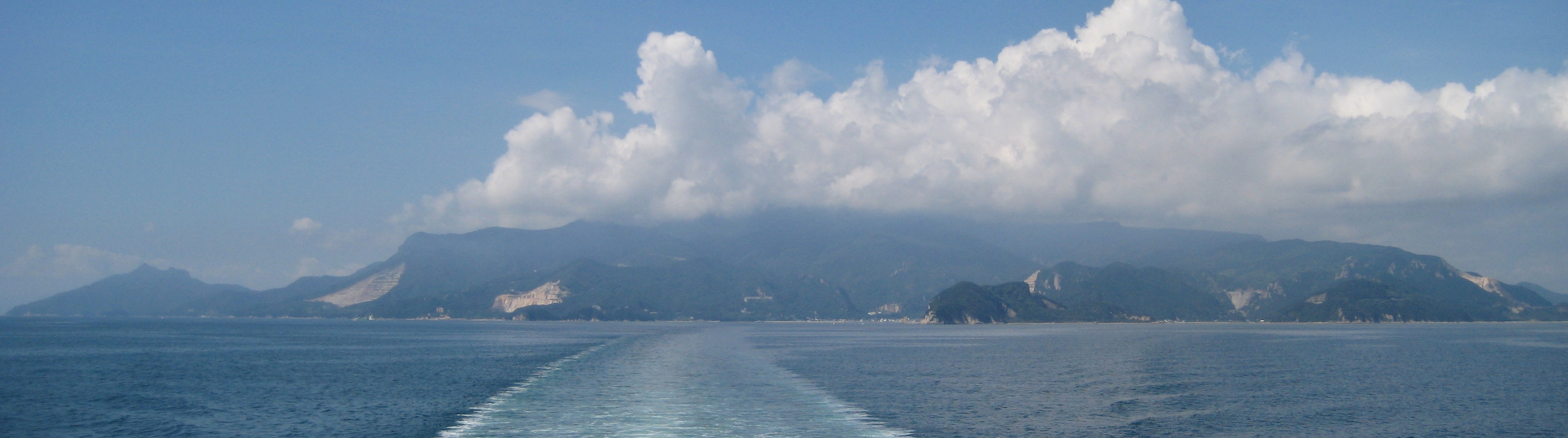
Vista de la isla Shōdoshima

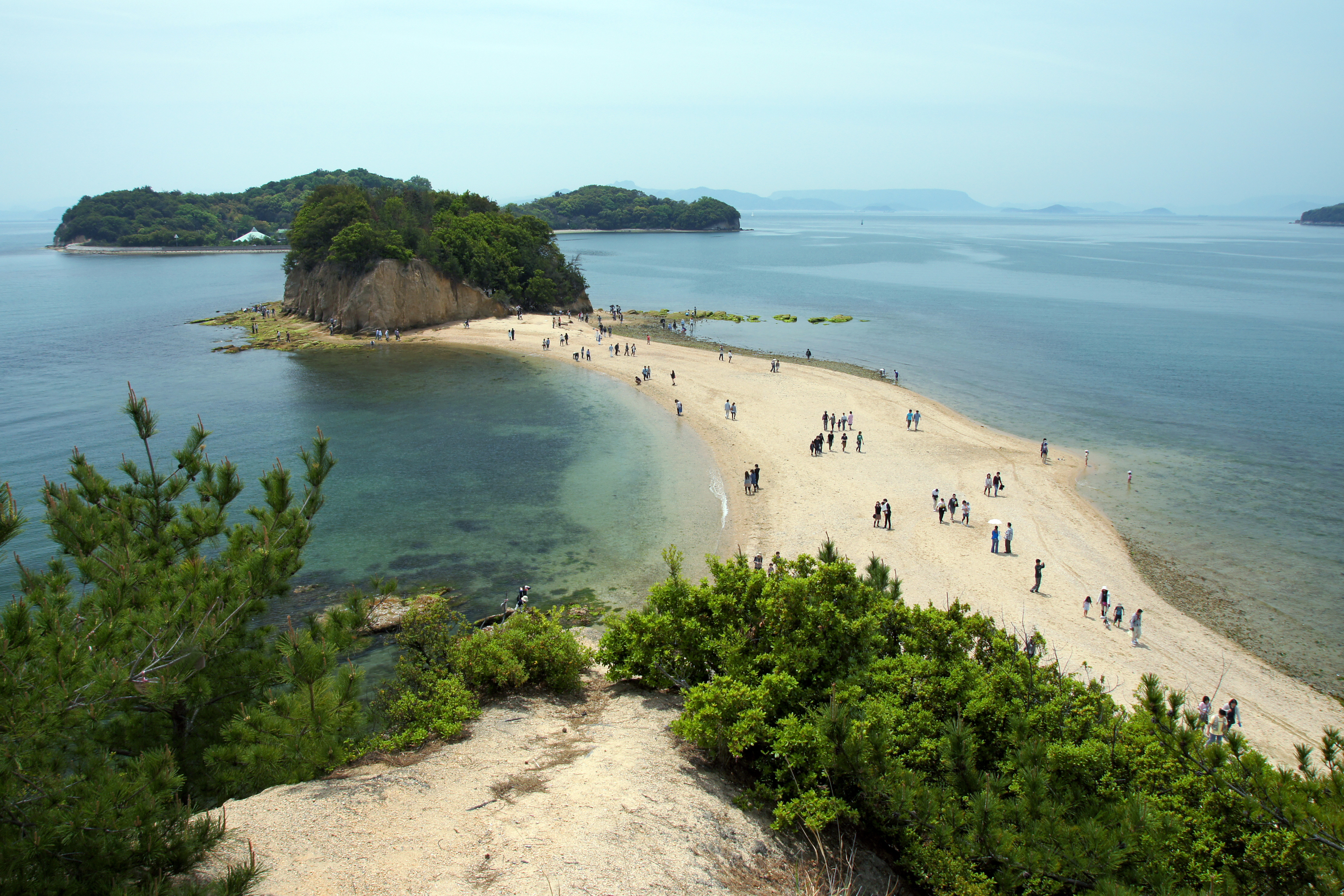
The Angel Road, Tonosho

Shōdoshima (小豆島?) es una isla localizada en el mar Interior de Seto en Japón. Existen dos pueblos en la isla: Tonoshō y Shōdoshima, que comprenden el distrito de Shōzu. La isla fue la primera área de Japón en donde crecieron de manera exitosa los olivos, y es llamada a veces “Isla Olivo”. En la isla habitan 32.000 personas (en 2007).

## Geografía
Shōdoshima es parte de la prefectura de Kagawa y se encuentra al norte de la capital prefectural Takamatsu. Tiene un área de 153,3 km² y 126 km de costas. Es la 19.º isla mayor de Japón y la 2.ª mayor en el mar Interior. Su altura máxima es el Hoshigajō (星ヶ城?), con 817 m.
Shōdoshima es lugar del estrecho Dobuchi (土渕海峡 Dobuchi Kaikyō?), el estrecho más angosto del mundo, con 9,93 metros en su punto más estrecho.
Concurren ferrys frecuentes desde Takamatsu, Himeji, Teshima y Okayama. También en una frecuencia menor hay ferris provenientes de Osaka y Kōbe.

## Historia
Fue una vez conocida con el nombre de Azukishima y fue parte de la provincia de Kibi, posteriormente parte de la provincia de Bizen, luego de la provincia de Sanuki y finalmente parte de la prefectura de Kagawa.

## Cultura y turismo
Shōdoshima es un destino popular para el turismo interno en Japón. En adición a los sitios naturales como el estrecho Dobuchi y la Garganta Kankakei (寒霞渓?), es el escenario de la novela antibélica Nijūshi no Hitomi (二十四の瞳?) escrita por la autora nativa Sakae Tsuboi y posteriormente convertida dos veces en película (por Keisuke Kinoshita en 1954 y Yoshitaka Asama en 1987). La isla fue lugar de nacimiento de otros dos escritores: el esposo de Sakae, el poeta Shigeji Tsuboi, y el novelista y escritor de historias cortas Kuroshima Denji. Los tres fueron participantes prominentes en el movimiento literario proletario, una importante y radical corriente en la literatura japonesa. También en la isla existe una versión en miniatura de los 88 templos del Peregrinaje de Shikoku.